# ملاحات
الملّاحات مواقع استخراج ملح الطعام من المياه المالحة، وذلك من خلال الحجر عليها في بحيرات أو برك ضحلة وتركها لأشعة الشمس كي تجفف الماء فيبقى الملح خالصا.

## الصور

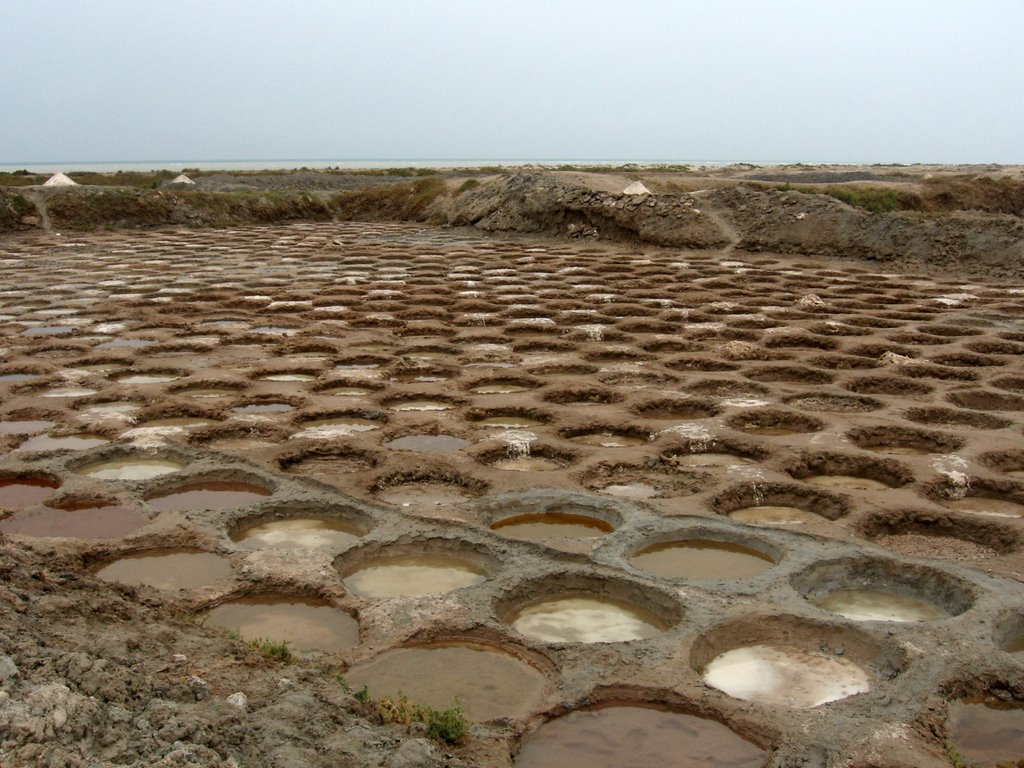
ملاحات في اليمن
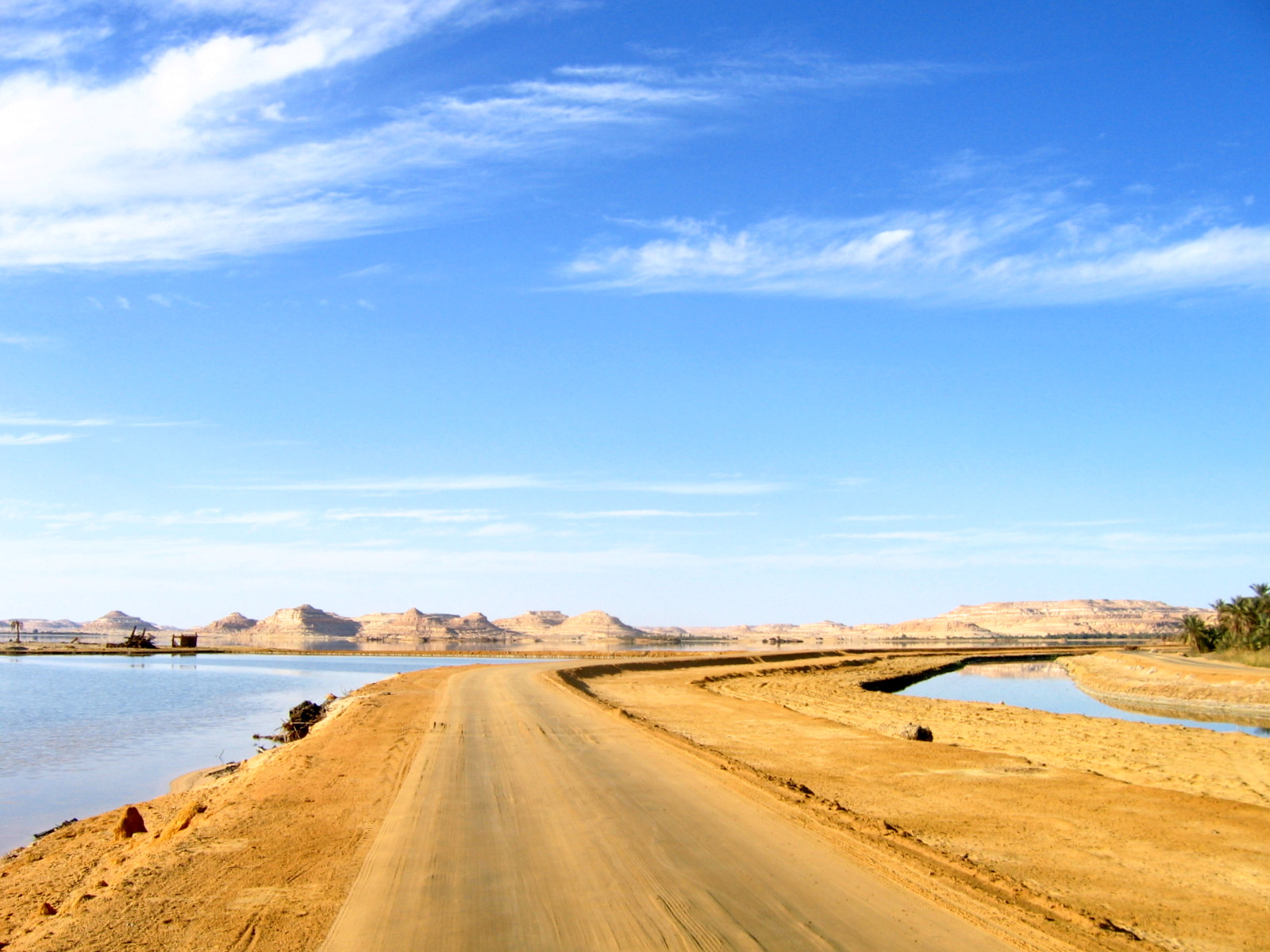
طريق يخترق ملاحات سيوة
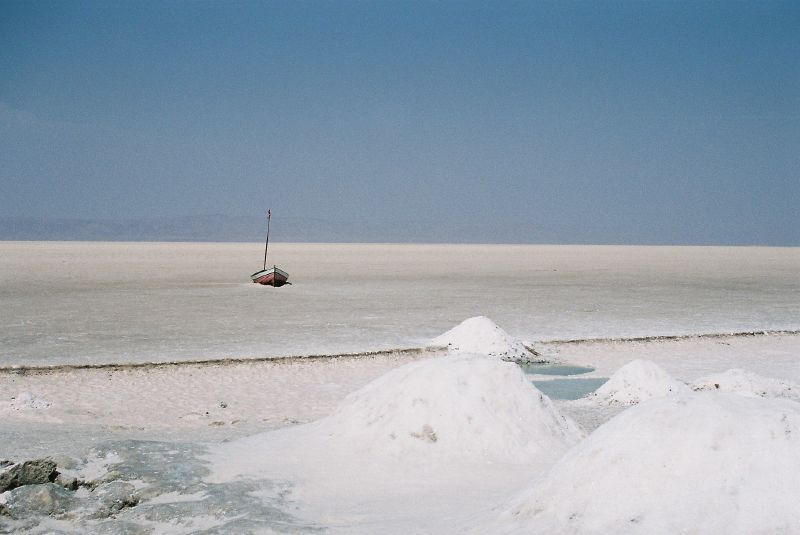
في تونس تجف مياه شط الجريد صيفا تاركة مسافات ممتدة من الملح فهي ملاحات طبيعية
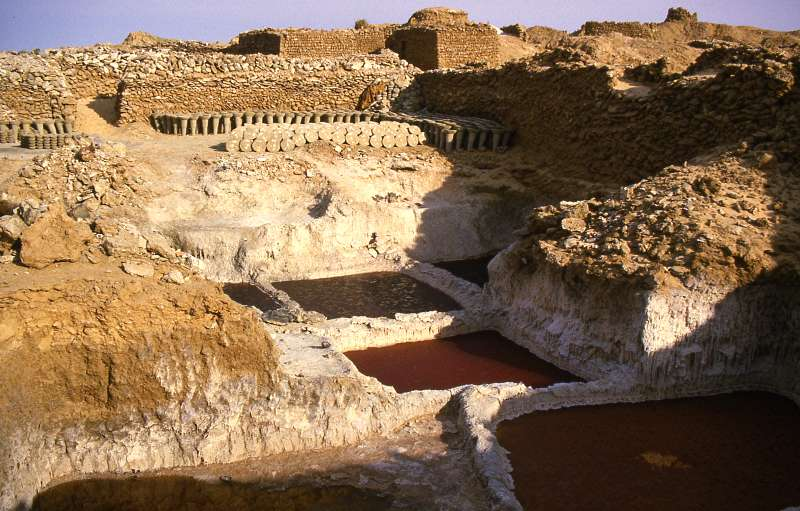
في واحة « بلمة » في الصحراء الكبرى

## طالع أيضًا
- برج تدريج